# Großsteingräber bei Freidorf
Die Großsteingräber bei Freidorf sind drei megalithische Grabanlagen der jungsteinzeitlichen Trichterbecherkultur bei Freidorf, einem Ortsteil von Möllenhagen im Landkreis Mecklenburgische Seenplatte (Mecklenburg-Vorpommern). Sie tragen die Sprockhoff-Nummern 437–439.

## Lage
Die Gräber befinden sich südlich von Freidorf. Die Gräber 1 und 2 liegen im südwestlichen Zipfel des Waldstücks Seeholz, wobei Grab 1 kurz hinter der südlichen Waldkante und Grab 2 280 m nördlich von ihm nahe der nördlichen Waldkante liegt. Grab 2 befindet sich 400 m nordwestlich von Grab 2 auf einem Feld, nur wenige Meter südlich eines Feldwegs. Es ist mit Dorngestrüpp überwuchert. 2,5 km nordwestlich von Grab 3 liegt das Großsteingrab Klein Dratow.

## Beschreibung

### Grab 1
Grab 1 besitzt eine nordwest-südöstlich orientierte Grabkammer, bei der es sich um einen erweiterten Dolmen handelt. Sie hat eine Länge von 2,5 m und eine Breite von 1,5 m. Die Kammer besaß ursprünglich zwei Wandsteinpaare an den Langseiten, einen Abschlussstein an der nordwestlichen Schmalseite, einen kleineren Abschlussstein an der südöstlichen Schmalseite sowie zwei Decksteine. Der nordwestliche Abschlussstein und der südöstliche Wandstein der nordöstlichen Langseite stehen noch in situ. Der zweite Stein dieser Langseite ist nach außen gewälzt. Der südöstliche Abschlussstein und der angrenzende Wandstein der südwestlichen Langseite sind nach außen verschleppt. Die Decksteine und der nordwestliche Wandstein der südwestlichen Langseite fehlen.

### Grab 2

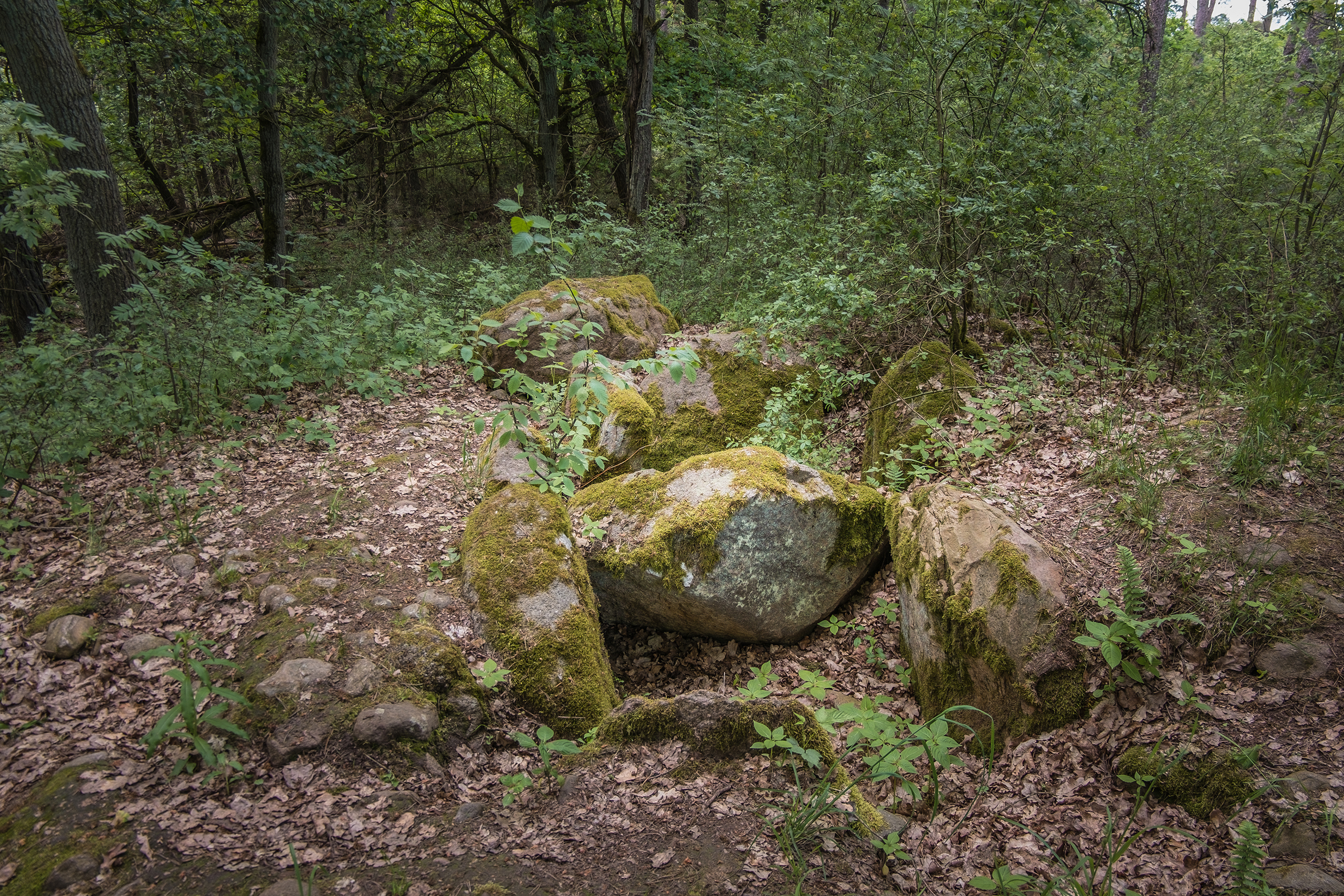
Grab 2

Grab 2 besitzt eine runde Hügelschüttung mit einem Durchmesser von 14 m. Diese umschließt eine ursprünglich von einer Rollsteinpackung ummantelte ost-westlich orientierte Grabkammer, bei der es sich ebenfalls um einen erweiterten Dolmen handelt. Alle Steine sind noch erhalten. Die beiden Wandsteinpaare an den Langseiten und die Abschlusssteine stehen noch in situ. Lediglich der westliche Stein der Südseite ist etwas verdreht. Bei dem östlichen Abschlussstein handelt es sich um eine schmale Platte, die an der nordöstlichen Ecke einen Zugang zur Kammer freilässt. Der östliche Deckstein ist ins Innere der Kammer gestürzt, der westliche liegt außerhalb der Kammer. Der westliche Deckstein weist zahlreiche Schälchen auf.

### Grab 3

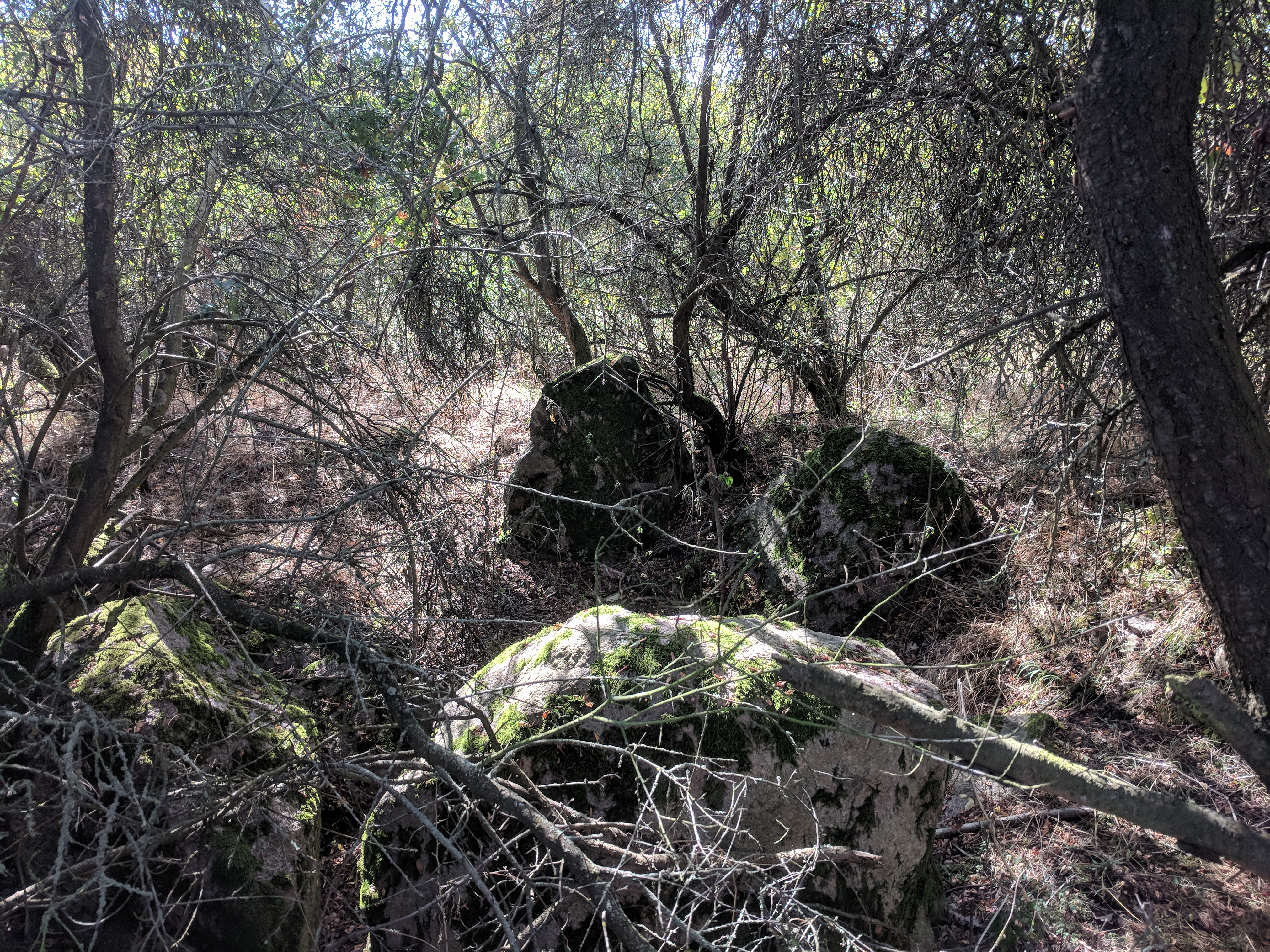
Grab 3

Grab 3 besaß ursprünglich wohl auch eine runde Hügelschüttung, die sich aber nicht mehr genau rekonstruieren lässt. Bei der nord-südlich orientierten Grabkammer handelt es sich ebenfalls um einen erweiterten Dolmen. Sie hat eine Länge von 2,5 m und eine Breite von 1,5 m. Bei der Dokumentation durch Ernst Sprockhoff im Jahr 1935 waren noch fünf Wandsteine vorhanden: Der nördliche Abschlussstein und der angrenzende Stein der östlichen Langseite standen in situ, der südliche Stein der Ostseite war in zwei Teile gesprengt, der südliche Stein der Westseite und der südliche Abschlussstein waren nach außen gesunken. Der nördliche Wandstein der Westwand und die Decksteine fehlten. Der südliche Abschlussstein ist deutlich kleiner als sein Gegenüber und lässt an der Südostecke einen Zugang zur Kammer frei. Wegen des starken Bewuchses ist nicht eindeutig auszumachen, ob sich das Grab in dem von Sprockhoff beschriebenen Zustand befindet oder mittlerweile stärker zerstört ist.